# ولاية بويبلا
بويبلا (بالإسبانية: Puebla)، واسمها رسميا ولاية بويبلا الحرة وذات السيادة (بالإسبانية: Estado Libre y Soberano de Puebla)، هي إحدى ولايات المكسيك الواحدة والثلاثين. وهي مقسمة في 217 بلدية وعاصمتها هي مدينة بويبلا.
تقع ولاية بويبلا في شرق وسط المكسيك. وتحدها ولايات فيراكروز إلى الشمال والشرق، هيدالغو، مكسيكو، تلاكسكالا، موريلوس إلى الغرب، وغيريرو وأواكساكا إلى الجنوب.
يكمن أصل الولاية في مدينة بويبلا، والتي أسسها الإسبان في هذا الوادي عام 1531 لتأمين الطريق التجاري بين مكسيكو سيتي وميناء فيراكروز.
وبحلول نهاية القرن الثامن عشر، أصبحت المنطقة محافظة استعمارية ولها حاكمها الخاص، وأصبحت ولاية بعد حرب الاستقلال المكسيكية في أوائل القرن التاسع عشر. ومنذ ذلك الوقت واصلت المنطقة نموها الاقتصادي والصناعي، وخاصة حول العاصمة، رغم كونها مسرحا لعدد من المعارك، وأهمها معركة بويبلا. وتعتبر الولاية اليوم من أهم المناطق الصناعية في البلاد، ولكن التطور يتركز في بويبلا وغيرها من المدن، وتقبع المناطق الريفية في فقر شديد، ما اضطر الكثيرين للهجرة بعيداً إلى أماكن مثل مدينة مكسيكو والولايات المتحدة.
ثقافيا، فإن الولاية هي موطن تشينا بوبلانا، والمشاهد الأدبية والفنية والمهرجانات مثل سينكو دي مايو، طقوس كيتزالكواتل، يوم الموتى (بالأخص في واكيتشولا) والكرنفال (بالأخص في ويخوتزينغو). وهي أيضا موطن لخمس جماعات رئيسية من السكان الأصليين: الناوا، ميكستيك، بوبولوكا، أوتومي، وأغلبها موجودة في أقصى شمال وأقصى جنوب الولاية.

## توأمة
لولاية بويبلا اتفاقيات توأمة مع:
- طلبيرة

## أعلام
- ألفريدو جيل
- خوان إن. منديز
- ميجيل أرويو
- ديفيد سانشيز
- غوستافو هويت
- ماركو أرغيويلز
- هيلدا باريديس